# Branca de Gonta Colaço
Branca Eva de Gonta Syder Ribeiro Colaço OSE (Campo Grande, Lisboa, 8 de julho de 1880 — Santos-o-Velho, Lisboa, 22 de março de 1945), mais conhecida por Branca de Gonta Colaço, foi uma escritora e recitalista portuguesa, erudita e poliglota, que ficou sobretudo conhecida como poetisa, dramaturga e conferencista. Era filha da poetisa inglesa Ann Charlotte Syder e do político e escritor português Tomás Ribeiro. Casou com Jorge Rey Colaço, ceramista de renome, tendo publicado a sua obra sob o nome de Branca de Gonta Colaço.

## Biografia

### Nascimento e Família
Branca Eva de Gonta Syder Ribeiro Colaço nasceu na freguesia do Campo Grande, em Lisboa, a 8 de julho de 1880, filha do político e poeta Tomás Ribeiro e da poetisa inglesa Ann Charlotte Syder, natural de Woolwich, Londres. O apelido Gonta, apesar de estar presente em muitos dos seus registos, não era no entanto um apelido de família, mas sim uma alcunha, derivando de Parada de Gonta, em Tondela, sendo essa a aldeia natal de seu pai. Apenas foi batizada na freguesia de Santo Ildefonso, no Porto, a 1 de julho de 1881, quando o pai exercia as funções de governador civil do distrito. Foram padrinhos de batismo Manuel Joaquim Alves Machado, Visconde de Alves Machado, e a companheira deste, Antónia Bernarda Dolores Rodrigues.
Nascida numa das famílias mais influentes na actividade intelectual da sociedade portuguesa da época, durante a sua juventude conviveu com nomes de relevo do mundo da política, letras e artes, como Maria Amália Vaz de Carvalho, António Cândido Gonçalves Crespo, Camilo Castelo Branco, que era amigo chegado do seu pai, Maria Archer, Aura Abranches ou ainda a família Bordalo Pinheiro.

### Casamento
Com apenas 18 anos de idade, casou a 23 de novembro de 1898, na Capela do Santuário de Nossa Senhora da Conceição da Rocha, em Carnaxide, concelho de Oeiras, construído por impulso do seu pai, com o pintor e azulejista Jorge Rey Colaço, filho do diplomata José Daniel Colaço e parente do pianista e compositor Alexandre Rey Colaço, adoptando a partir de então o nome de Branca de Gonta Colaço. Celebrou o casamento o então bispo de Betsaida, D. António Frutuoso Aires de Gouveia Osório. Foram padrinhos de casamento Manuel Joaquim Alves Machado, Visconde de Alves Machado, e a companheira deste, Antónia Bernarda Dolores Rodrigues. Do seu casamento nasceram quatro filhos, o advogado, dramaturgo e escritor Tomás Ribeiro Colaço (1899-1965), a escultora Ana Raymunda de Gonta Colaço (1903-1954) e a escritora Maria Christina Raymunda de Gonta Colaço de Aguiar (1905-1996), tendo a sua primeira filha falecido pouco após nascer em 1902.

### Carreira Literária
Revelando talento para as letras desde muito jovem, iniciou-se como poetisa, colaborando intensamente durante toda a sua vida com inúmeras publicações periódicas, sobretudo com distribuição em Lisboa, contribuindo activamente para o enriquecimento cultural e literário da imprensa e da literatura portuguesa. Nesse âmbito, escreveu sobretudo poemas que foram publicados nos jornais O Dia, de José Augusto Moreira de Almeida, O Talassa (1913-1915), um periódico humorístico que foi dirigido pelo seu marido, O Ocidente (1878-1909) e a revista Alma Feminina (1917-1919), dirigida pela activista feminista e editora Maria Clara Correia Alves, para além de também ter colaborado com as revistas A Arte Musical (1898-1915), ABC: revista portuguesa (1920-1932), Serões (1901-1911), Illustração portugueza (1903-1924), Brasil-Portugal (1899-1914) e Ilustração (1926-1939), entre muitas outras.
Fluente em vários idiomas, Branca de Gonta Colaço também escreveu poemas em inglês, sendo-lhe também devidas várias traduções de obras inglesas para a língua portuguesa.
Começando também a exercer como conferencista e declamadora em recitais de poesia em meados da década de 1910, após se ter filiado no Instituto Vasco da Gama, criado pelo seu pai, e na Academia das Ciências de Lisboa, por iniciativa sua promoveu em 1918, na sede da academia, uma homenagem à escritora e poetisa Maria Amália Vaz de Carvalho, na qual Branca de Gonta Colaço foi uma das oradoras.
Quanto a obras publicadas, a sua obra multifacetada abrangeu géneros tão diversos como o drama, peças teatrais e até crónicas evocativas à sua memória, para além da poesia, dando um valioso retrato das elites sociais e intelectuais portuguesas do seu tempo, com as quais conviveu e de que fez parte. Contribuiu também com alguns versos na obra In Memoriam: Júlio de Castilho publicada pela Tipografia da Empresa Diário de Noticias em 1920, juntamente com Gustavo de Matos Sequeira, Xavier da Cunha, António Baião, Anselmo Braamcamp Freire, Conde de Sabugosa, João Franco Monteiro, Tomás Maria de Almeida Manuel de Vilhena e Tomás de Mello Breyner.

### Feminismo
De ideologias monárquicas, Branca de Gonta Colaço nunca se converteu ao republicanismo, contudo acreditando que as mulheres deveriam ter na sociedade portuguesa um papel mais activo e o livre acesso à instrução, aderiu ao Conselho Nacional das Mulheres Portuguesas (CNMP), uma organização feminista que divulgava e apelava à igualdade de género, em 1914, ano da sua fundação. Trabalhando intensamente no âmbito da organização, juntamente com a activista republicana e feminista Adelaide Cabete, a poetisa demarcou-se pelo seu activismo na busca do reconhecimento e valorização profissional das mulheres em Portugal, tendo ainda presidido durante vários anos às secções da Paz (1928-1934) e de Arte (1936-1937) e exercido ao lado das activistas Beatriz Arnut, Sara Beirão, Eduarda Lapa, Angélica Porto, Maria Lamas, Aurora Teixeira de Castro e Abigail de Paiva Cruz.

### Falecimento
Branca de Gonta Colaço faleceu vítima de polineurite em sua casa, na Rua da Esperança, n.º 63, 2.º andar, freguesia de Santos-o-Velho, em Lisboa, a 22 de março de 1945, com 64 anos. Foi sepultada no Cemitério dos Prazeres, em jazigo de família.

## Legado e Homenagens
Com obra reconhecida em Portugal, Brasil, França e Espanha, Branca de Gonta Colaço foi distinguida por várias sociedades científicas e literárias portuguesas e estrangeiras, sendo agraciada pelo Estado Português a 5 de outubro de 1931 com o grau de Oficial da Ordem Militar de Sant'Iago da Espada.
Em 1949, quatro anos após o seu falecimento, a Câmara Municipal de Lisboa homenageou a escritora dando o seu nome a uma rua junto à Avenida da Igreja, em Alvalade. Nos seguintes anos, o seu nome foi também atribuído à toponímia de várias ruas e pracetas nos concelhos de Almada, Sesimbra, Cascais e Tondela, nomeadamente em Parada de Gonta, lugar de onde era originária a sua família paterna.

## Obras publicadas
Branca de Gonta Colaço deixou um volumoso legado literário, em boa parte disperso por periódicos, sendo autora, entre muitas outras obras, das seguintes:
- Cartas de Camillo Castello Branco a Thomaz Ribeiro, com um prefácio de Branca de Gonta Colaço, Portugália, Lisboa, 1922; obra reeditada pela Câmara Municipal de Tondela, 2001;[25]
- Memórias da Marqueza de Rio Maior, compiladas por Branca de Gonta Colaço, Parceria António Maria Pereira, Lisboa, 1930;
- Memórias da linha de Cascais, em co-autoria com Maria Archer (1899-1982), Parceria António Maria Pereira, Lisboa, 1943; reeditada pela Câmara Municipal de Oeiras, 1999 (ISBN 972-637-066-3);[26]
- Ecos do atentado (poemas) in Brasil-Portugal, n.º 219, Lisboa, 1908;
- A Sua Alteza o Príncipe Real (poema dedicado à memória do Príncipe Luís Filipe), in Brasil-Portugal, n.º 219, Lisboa, 1908;
- Memórias da Marquesa de Rio Maior: Bemposta – Subserra, pref. de Maria Filomena Mónica, Parceria António Maria Pereira, Lisboa, 2005 (ISBN 972-8645-25-2);[27]
- Matinas, 1907 (poesia);
- Canções do Meio Dia, 1912 (poesia);[28]
- Hora da Sesta, 1918 (poesia);[29]
- Últimas Canções, 1926 (poesia);[30]
- Auto dos faroleiros, 1921 (teatro, levada à cena no Teatro Nacional);[31]
- Comédia da Vida (teatro, em colaboração com Aura Abranches);
- Porque Sim… (teatro);
- Poetas de Ontem, conferência realizada na sede da Liga naval, na tarde de 22 de maio de 1914 (prosa);[32]
- À Margem das Crónicas, 1917 (prosa);[33]
- Últimas Canções, 1926;
- Abençoada a Hora em que Nasci (publicada postumamente), Parceria António Maria Pereira, Lisboa, 1945.